# Тау Волопаса
Тау Волопаса (лат. τ Boötis), 4 Волопаса (лат. 4 Boötis), HD 120136 — кратная звезда в созвездии Волопаса на расстоянии (вычисленном из значения параллакса) приблизительно 51 световых лет (около 15,7 парсек) от Солнца. Возраст звезды определён как около 1,9 млрд лет.
Вокруг звезды обращается, как минимум, одна планета.

## Характеристики
Первый компонент (WDS J13473+1727A) — жёлто-белая звезда спектрального класса F7IV-V, или F7V, или F6IV, или F5. Видимая звёздная величина звезды — +4,5m. Масса — около 1,4 солнечной, радиус — около 1,307 солнечного, светимость — около 3,425 солнечных. Эффективная температура — около 6319 K.
Второй компонент — коричневый карлик. Масса — около 37,26 юпитерианских. Удалён на 1,673 а.е..
Третий компонент (WDS J13473+1727B) — красный карлик спектрального класса M2. Видимая звёздная величина звезды — +11,1m. Светимость — около 0,032 солнечных. Эффективная температура — около 3580 K. Орбитальный период — около 996 лет. Удалён на 1,5 угловой секунды.
Четвёртый компонент (WDS J13473+1727C). Видимая звёздная величина звезды — +14,33m. Удалён на 42,6 угловой секунды.

## Планетная система
В 1996 году группой астрономов объявлено об открытии планеты Tau Bootis A b.